# Maaltijdvervanger
Een maaltijdvervanger is een product binnen de productgroep afslankproducten en binnen de productcategorie voedingssupplementen.
Maaltijdvervangers vervangen een gerecht door een maaltijd van lage(re) calorische waarde, waarmee gewichtsverlies door beperkte energie-inname wordt beoogd. Een 'normale' maaltijd wordt vervangen door een soep, mueslireep, milkshake of een in melk oplosbaar poeder.